# پیسکوپاتا
پیسکوپاتا (به اسپانیایی: Piscopata) یک کوه در پرو است که در پرو واقع شده‌است. پیسکوپاتا ۵٬۰۳۷ متر بالاتر از سطح دریا واقع شده‌است.